# كريس هندرسون
كريس هندرسون هو مغن مؤلف كندي، ولد في 7 أبريل 1984 في إستيفن في كندا.

## وصلات خارجية
- الموقع الرسمي